# Ígor Vorontxikhin
Ígor Vorontxikhin   (Moscou, 14 d'abril de 1938 - Moscou, 10 de març de 2009) fou un esquiador de fons rus que va competir sota bandera soviètica durant la dècada de 1960.
El 1964 va prendre part en els Jocs Olímpics d'Hivern d'Innsbruck, on va disputar quatre proves del programa d'esquí de fons. Formant equip amb Ivan Utrobin, Guennadi Vagànov i Pàvel Koltxin guanyà la medalla de bronze en el relleu 4x10 quilòmetres. En els 30 quilòmetres també guanyà la medalla de bronze, en acabar rere Eero Mäntyranta i Harald Grønningen. En els 15 quilòmetres fou setè i en els 50 onzè. Quatre anys més tard va participa, sense sort, als Jocs de Grenoble.
En el seu palmarès també destaquen dos campionats nacionals, un dels 30 quilòmetres (1964) i un del relleu (1966).